# Napalm Records
«Napalm Records» — австрийская звукозаписывающая компания, специализирующаяся на андерграундной метал- и готической музыке; основана в 1992 году Маркусом Ридлером (нем. Marcus Riedler) в Айзенэрце. У Napalm имеется собственное издательство «Iron Avantgarde Publishing».

## История
Первоначально Napalm сосредоточился на блэк-метал-группах, таких как Abigor и Summoning, и на фолк-метал-группах, таких как Falkenbach и Vintersorg. Позже лейбл расширил свой список, добавив группы готик-метала, симфо-метала, пауэр-метала, дум-метала, металкора и ню-метала, а также стоунер-рок-группы Monster Magnet, Karma to Burn и Brant Bjork и даже фолк-группы, такие как Ye Banished Privateers.
В ноябре 2020 года Napalm приобрела немецкий звукозаписывающий лейбл SPV GmbH.

## Критика и отзывы
В 2007 году в журнале Rock Hard появилась статья, посвященная национал-социалистическому блэк-металу. Поскольку лейбл размещал в своём интернет-магазине, помимо неполитических, откровенно правоэкстремистские группы, журнал поинтересовался этим у его основателя; Маркус Ридлер, владелец Napalm Records, назвал вопросы «наглостью» и «убийством характера»; он проверил всю продукцию, а от некоторых полностью отказался; за интернет-магазином стал присматривать «настоящий специалист по металлу». Такие группы, как Nokturnal Mortum, Infernum, Graveland, Totenburg и Ad Hominem, всё ещё продавались через веб-магазин лейбла на момент выхода в печать, и человек, отвечающий за рассылку, Карл Керн (Karl Kern), вероятно, знал о перекрёстных связях в ультраправом крыле. В 2014 году вышеупомянутые группы пропали из интернет-магазина.

## Участники лейбла
- 1914
- 8kids
- Æther Realm
- Accept
- Ad Infinitum
- Adept
- Agathodaimon
- The Agonist
- Ahab
- Alestorm
- Alien Weaponry
- Alissa
- Alter Bridge
- Amberian Dawn
- Andrew W.K.
- Arkona
- Audrey Horne
- Battlelore
- Be’lakor
- Beyond the Black
- Black Mirrors
- Bloodbath
- Bloody Hammers
- Bodom After Midnight
- Bokassa
- Bomber
- Bornholm
- BPMD
- The Brew
- Brymir
- Burning Witches
- Candlemass
- Cavalera Conspiracy
- Civil War
- Cold
- Conan
- Cradle of Filth
- Crematory
- Crypta
- Cvlt Ov The Svn
- Dark Sarah
- The Dark Side of the Moon
- Darkwoods My Betrothed
- Dawn of Disease
- Dee Snider
- Defacing God
- Dagoba
- Delain
- Destruction
- DevilDriver
- Diabulus in Musica
- Draconian
- Dragony
- Einherjer
- Ektomorf
- Elvellon
- End of Green
- Evergrey
- Evile
- Evil Invaders
- Ex Deo
- Exit Eden
- Feuerschwanz
- Finsterforst
- Gloryhammer
- God Is an Astronaut
- Grave Digger
- Greenleaf
- Haellas
- HammerFall
- Hammer King
- Heidevolk
- The Hellfreaks
- Hinayana
- Hiraes
- Hoobastank
- IGNEA
- Infected Rain
- Jinjer
- John Garcia
- Kamelot
- Katatonia
- Kissin' Dynamite
- Kobra and the Lotus
- Kontrust
- Konvent
- Legion of the Damned
- Life of Agony
- Lord of the Lost
- Majesty
- Mammoth Mammoth
- Månegarm
- Megaherz
- Midnattsol
- Monkey3
- Monster Magnet
- Moonspell
- Mushroomhead
- Myles Kennedy
- My Sleeping Karma
- Nachtblut
- Nanowar of Steel
- Nemesea
- Nervosa
- Nestor
- The New Roses
- Nile
- Nytt Land
- Oh Hiroshima
- Oomph!
- Otep
- Paddy and the Rats
- Persefone
- Powerwolf
- Roadwolf
- Russkaja
- Samael
- Satyricon
- Scar Of The Sun
- Schandmaul
- Scott Stapp
- Serenity
- SETYØURSAILS
- Silent Skies
- Sirenia
- Shylmagoghnar
- Skálmöld
- Space Of Variations
- Stormruler
- Subway To Sally
- Summoning
- Sumo Cyco
- Temperance
- Tetrarch
- There’s a Light
- Thulcandra
- Tiamat
- Tortuga
- Toxpack
- Tragedy
- Tremonti
- Tristania
- Trollfest
- The Ugly Kings
- The Unguided
- Unleash the Archers
- Unleashed
- Van Canto
- Victorius
- Villagers of Ioannina City
- The Vintage Caravan
- Vintersorg
- Visions of Atlantis
- Walls of Jericho
- Warbringer
- Warkings
- W.A.S.P.
- Wednesday 13
- Wizardthrone
- Wind Rose
- Wolftooth
- Xandria
- Ye Banished Privateers

## Дистрибьюторы
- SPV
- Ryko

### Дочерние лейблы
- Draenor Productions Архивная копия от 15 сентября 2007 на Wayback Machine
- Napalm Records America Архивная копия от 5 августа 2007 на Wayback Machine